# Vidin Apostolov
Vidin Apostolov (Novi Iskar, 17 de outubro de 1941 – 13 de novembro de 2020) foi um futebolista búlgaro que atuou como defensor.

## Carreira
Apostolov atuou no Botev entre 1960 e 1976, jogando 429 partidas e marcando 37 gols. Com o clube, conquistou uma Copa da Bulgária em 1962, um campeonato nacional em 1967 e uma Taça dos Balcãs em 1972.
Fez parte do elenco da Seleção Búlgara na Copa do Mundo de 1966.

## Morte
Morreu em 13 de novembro de 2020.